# حارة المجمع الصناعي (صنعاء)

تعديل مصدري - تعديل

حارة المجمع الصناعي هي إحدى حارات حي الوحدة بمديرية الوحدة إحد مديريات العاصمة اليمنية صنعاء، بلغ تعداد سكانها 1443 نسمة حسب تعداد اليمن لعام 2004.